# فيتيات
فيتيات (بالفرنسية: Feytiat)‏ هي بلدية في مقاطعة فيين العليا في منطقة أقطانية الجديدة غرب وسط فرنسا.